# Tat'jana Andrianova
Tat'jana Nikolaevna Andrianova (in russo Татьяна Николаевна Андрианова?; Jaroslavl', 10 dicembre 1979) è un'ex mezzofondista russa.

## Palmarès

### Mondiali
- 1 medaglia:
  - 1 bronzo (Helsinki 2005 negli 800 metri piani)